# Гагарин, Анатолий Анатольевич
Князь Анато́лий Анато́льевич Гага́рин (1876—1954) — полковник Кавалергардского полка, участник Белого движения, командир алексеевских частей. Внук Е. Г. Гагарина и В. А. Соллогуба.

## Биография
Из одесской ветви Гагариных. Сын князя Анатолия Евгеньевича Гагарина (1844—1917), владевшего преуспевающим имением Окна, и жены его Марии Владимировны (1851—1917), урожденной графини Соллогуб. Дядя французской актрисы Маши Мериль (Марии Гагариной).
Окончил Санкт-Петербургскую 3-ю гимназию (1896) и Санкт-Петербургский университет по 1-му разряду (1901).
По окончании университета поступил вольноопределяющимся в Кавалергардский полк и был произведен корнетом 16 февраля 1903 года. Произведен в поручики 6 декабря 1906 года, в штабс-ротмистры — 6 декабря 1910 года, в ротмистры — 11 августа 1914 года.
В Первую мировую войну вступил с Кавалергардским полком. За боевые отличия был награждён несколькими орденами, в том числе орденом св. Анны 4-й степени с надписью «за храбрость». Был произведен в полковники. На 1 ноября 1916 года — в том же чине в том же полку.
С началом Гражданской войны присоединился к Добровольческой армии. Участвовал в 1-м Кубанском походе, был начальником Общего отдела штаба армии. 17 января 1919 года назначен командиром Партизанского генерала Алексеева пехотного полка. В июне 1919 года был назначен командиром 2-го Алексеевского полка, в каковой должности состоял и на январь 1920 года. В начале 1920 года эвакуировался из Одессы на пароходе «Грегори». В Русской армии — командир дивизиона в Гвардейском кавалерийском полку. Был ранен в октябре 1920 года.
В эмиграции во Франции. Скончался в 1954 году в Ницце. Похоронен на кладбище Кокад. Был женат (с 4 ноября 1907 года) на Татьяне Михайловне Бодиско (1879—1967), рожд. Миклашевской. Их дочь: Татьяна (1915—1988).

## Награды
- Орден Святого Станислава 3-й ст. (ВП 6.12.1908)
- Орден Святой Анны 3-й ст. (ВП 6.12.1912)
- Орден Святого Владимира 4-й ст. с мечами и бантом (ВП 6.10.1914)
- мечи и бант к ордену Св. Анны 3-й ст. (ВП 9.11.1914)
- Орден Святого Станислава 2-й ст. с мечами (ВП 7.08.1915)
- Орден Святой Анны 4-й ст. (ВП 11.06.1916)
- Орден Святой Анны 2-й ст. с мечами (ВП 1.11.1916)